# Frida Eldebrink
Frida Eldebrink (Södertälje, 4 de gener de 1988) és una jugadora de bàsquet sueca.
Escorta, inicià la seva trajectòria esportiva amb divuit anys competitnt a la lliga sueca amb el Södertälje BBK. Jugà a diversos equips europeus que han participat a l'Eurolliga: Tarbes (2008-10), conquerint un Campionat de França (2009-10), Gambrinus Brno (2010-11), USK Praga (2011-12), CJM Bourges Basket (2013-14), Rivas Ecópolis (2013-14), proclamant-se campiona de Lliga, Beşiktaş JK (2014-15), Dinamo Kursk (2015-16), KSC Szekszárd (2018-19). L'estiu de 2016 jugà amb les San Antonio Silver Stars de la WNBA. Posteriorment, ha competit a diversos equips de la Lliga turca, Mersin (2016-17), Botaş SK Adana (2017-18, 2019-20). L'estiu de 2020 fitxà per l'Spar Citylift Girona durant dues temporades. Amb l'equip gironí es proclamà campiona de la Copa de la Reina (2021) i conquerí una Lliga catalana (2020-21).
Ha sigut internacional amb la selecció sueca en categories de formació, aconseguint un subcampionat del Món sub-19 (2007). Amb l'absoluta ha sigut internacional entre 2007 i 2021 i ha participat a quatre Campionats d'Europa (2013, 2015, 2019, 2021). Fou escollida en el quintet ideal del Campionat d'Europa de 2013.